# Andy Shauf

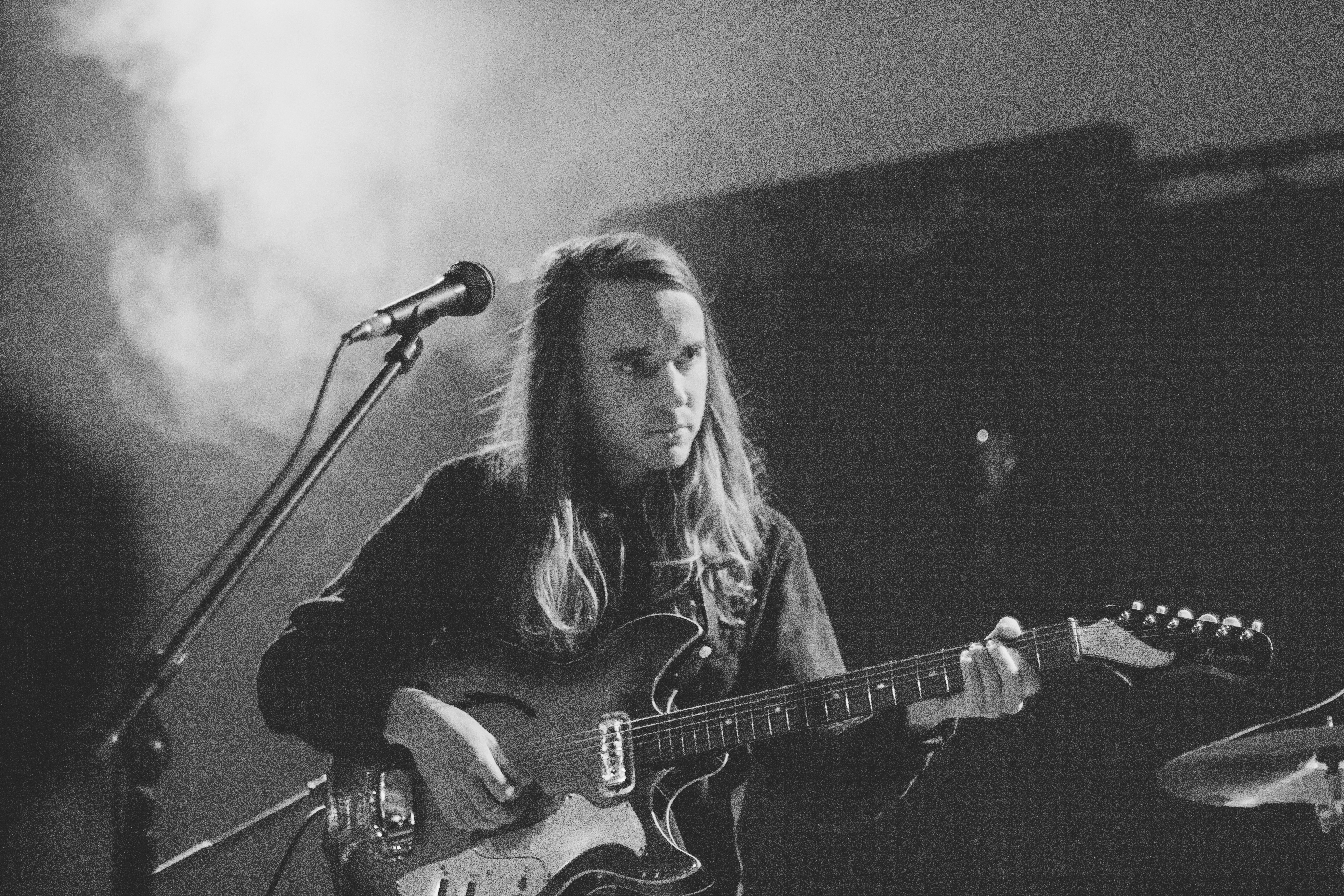
Andy Shauf (2016)

Andy Shauf (* 21. Juni 1986 in Estevan, Saskatchewan) ist ein kanadischer Singer-Songwriter.

## Leben
Andy Shauf wurde am 21. Juni 1986 in Estevan, Saskatchewan, geboren, wuchs in Bienfait auf und zog später mit seiner Familie nach Regina. Seine Eltern führten einen Elektronik- und Musikladen, der ihm Zugang zu einer Vielzahl von Instrumenten verschaffte. So lernte er Gitarre, Schlagzeug, Klavier und Klarinette spielend kennen. Er spielte christliche Musik mit seinen Eltern und in der christlichen Pop-Punk-Band Captain. 2009 veröffentlichte er sein Debüt-Album Darker Days. Danach folgten noch zwei EPs, bevor er 2012 sein zweites Album herausbrachte.
Im Jahr 2015 unterschrieb Shauf bei Arts & Crafts Productions in Kanada und bei ANTI-International und veröffentlichte die Single „Jenny Come Home“ als erste Veröffentlichung auf beiden Labels. Mit „Jenny Come Home“ schaffte Shauf den Durchbruch im kanadischen Radio, als er in mehreren Radiosendern auftrat. Danach tourte er als Vorgruppe von The Lumineers bis Anfang 2016 durch Europa. Im April zog er nach Toronto, wo er im Mai 2016 sein drittes Album The Party veröffentlichte. Mit seiner gelassenen Art Musik zu spielen konnte er sein Publikum in den Bann ziehen. Fast alle Instrument spielte er selber und spielte sie nacheinander ein. 2017 tourte er das ganze Jahr mit einer fünfköpfigen Truppe in Übersee und Europa. 2018 veröffentlichte er mit der Band Foxwarren ein Album.
Am 23. Oktober 2019 veröffentlichte er die Single „Things I Do“. Sein Album The Neon Skyline ist am 24. Januar 2020 erschienen. 2020 erschien „Wilds“ und am 10. Februar 2023 veröffentlichte er „Norm“.

## Diskografie

### Alben
- Darker Days (2009)
- The Bearer of Bad News (2012)
- The Party (2016)
- The Neon Skyline (2020)
- Wilds (2021)
- Norm (2023)

### EPs
- Waiting for the Sun to Leave (2010)
- Sam Jones Feeds His Demons (2012)